# Tyge Hvass
Tyge Hvass, född 5 juli 1885 i Randrup, död 4 september 1963 i Köpenhamn, var en dansk arkitekt.
Tyge Hvass ritade och förestod den danska avdelningen på flera internationella utställningar, bland annat i San Francisco 1915, Paris 1925, Köln 1928, Paris 1937 och New York 1939. Han byggde dessutom flera villor.